# Mer de Sibuyan
La mer de Sibuyan est une partie de la mer des Philippines séparant les Visayas de l'île de Luçon.

## Géographie
Elle est délimitée par les îles de Burias et Masbate à l'est, de Panay au sud, de Mindoro à l'ouest et au nord par la péninsule Bicol de l'île de Luçon. Les îles de Romblon, Tablas, Marinduque et Sibuyan pour les plus grandes se trouvent dans la mer de Sibuyan. La mer de Sibuyan communique avec la mer de Luçon au nord-ouest par le détroit de l'île Verde, la mer de Sulu au sud-ouest par le détroit de Tablas, la mer de Visayan au sud-est par le canal de Jintolo, la mer de Samar à l'est par le détroit entre Burias et Masbate et le golfe de Ragay au nord-est par le détroit entre Burias et la péninsule de Bontoc de l'île de Luçon.

## Histoire
La bataille de la mer de Sibuyan y a mis aux prises le 24 octobre 1944 une flotte japonaise et l'aviation américaine.

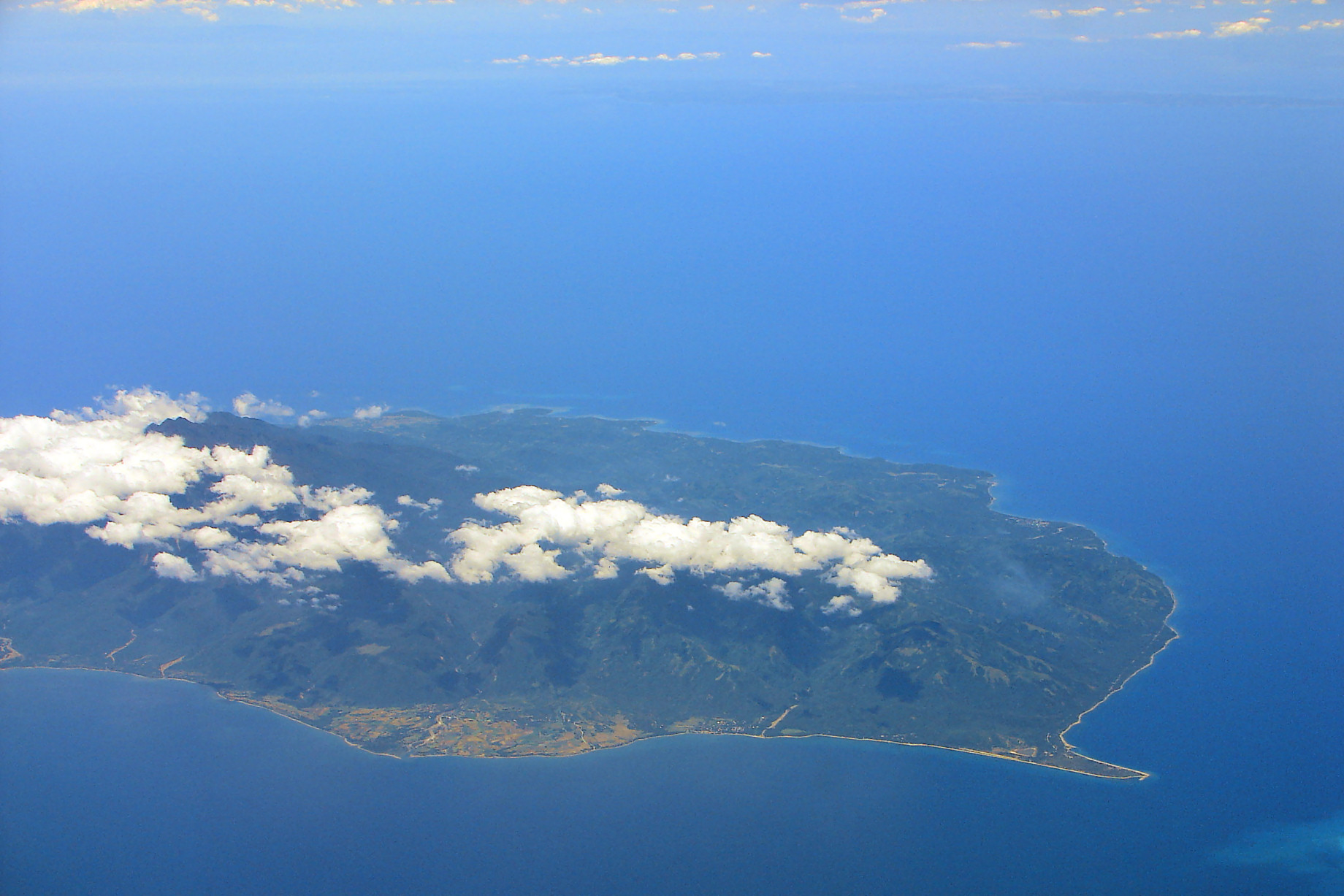
L'île Sibuyan, dans la mer de Sibuyan.